# مارك باول (مصور)
مارك باول (بالإنجليزية: Mark Powell)‏ هو مصور أمريكي، ولد في 4 سبتمبر 1968 في الولايات المتحدة.

## وصلات خارجية
- الموقع الرسمي